# إيثيلين
الإيثيلين أو الإيثين هو أبسط الألكينات الهيدروكربونية، يتكون من ذرتي كربون، وأربع ذرات هيدروجين. وتوجد رابطة مزدوجة بين ذرتي الكربون. ونظرا لوجود هذه الرابطة فإن الإيثين يطلق عليه «هيدروكربون غير مشبع» أو «أوليفين».
ولا يمكن لجزيء الإثيلين أن يلف حول الرابطة المزدوجة، وجميع الذرات تقع في نفس المستوي. زاوية الرابطة كربون-هيدروجين - كربون H-C-H تبلغ 117°، وهي قريبة للغاية من 120° التي يمكن توقعها من التهجين sp2.

## التاريخ
درست خواص الإيثيلين عام 1795 من قبل أربعة كيميائيين هولنديين، حيث أظهروا أنه غاز يختلف عن غاز الهيدروجين، وأنه يحوي في تركيبه على الكربون والهيدروجين. كما وجدوا أن ارتباطه مع الكلور يعطي «زيت الكيميائين الهولنديين» (2،1-ثنائي كلور إيثان)، وقد أدى هذا الاكتشاف إلى منح الإيثيلين اسمه القديم olefiant gas أي الغاز المنتج للزيت.
وفى منتصف القرن التاسع عشر، بدأ استخدام اللاحقة «ين» (لها أصل إغريقي وهي لاحقة تضاف في نهاية أسماء الإناث وتعنى «ابنة») بكثرة لترجع إلى جزيء أو جزء منه يحتوى على عدد ذرات هيدروجين أقل من الجزيء قبل إضافة اللاحقة. وعلى هذا، جزيئات «الإثيلين» (C2H4) «ابنة الإيثيل» (C2H5). وكان يستخدم الاسم بهذه الطريقة منذ 1852.
وفى عام 1866، اقترح الكيميائي الألماني آوغست فيلهيلم فون هوفمان نظام لتسمية الهيدروكربونات باستخدام اللاحقات : -انو –ين، -اين، -ون، -يون لتمييز الهيدروكربونات التي لها صفر، 2، 4، 6، 8 ذرات كربون أقل من أصلها الألكاني. وفي هذا النظام، أصبح الإيثيلين "إيثين". وأصبح النظام الذي إقترحه هوفمان الأساس "لتسمية جينيف التي تم الموافقة عليها من "مؤتمر الكيماء الدولي" عام 1892، والتي ظلت القلب لتسمية IUPAC. وعموما، فإنه بحلول هذا الوقت أصبح الاسم إثيلين منتشر بكثرة، وظل بهذا الانتشار إلى اليوم، وخاصة في الصناعات الكيميائية.

## كيمياء الإثيلين
الرابطة المزدوجة هي منطقة كثافة إلكترونية عالية قليلا، ومعظم كيمياء الإيثيلين تتضمن تفاعل الجزيئات الأخرى مع هذه الرابطة. فمثلا يتفاعل الإثيلين مع البروم والكلور، والهالوجينات الأخرى، لينتج هيدروكربونات مهلجنة. ويمكن للإثيلين أيضا أن يتفاعل مع الماء لينتج الإيثانول ولكن معدل هذا التفاعل يكون بطيء للغاية ما لم يستخدم حفاز مناسب مثل حمض الفوسفوريك، أو حمض الكبريتيك. وتحت الضغط العالي، وفي وجود عامل حفز فلزي مثل (البلاتين أو الروديوم أو النيكل).
يتفاعل الهيدروجين مع الإثيلين، ليحدث له تشبع ويتحول إلى الإيثان في تفاعل هدرجة.
الاثيلين هو جزيء مستو بطول الكربون الكربون الرابطة المزدوجة (1.34 انغستروم) الذي هو أقصر بكثير من طول الرابطة واحدة المقابلة (1.53 انغستروم) في الإيثان.

## إنتاج الإيثيلين
يتم إنتاج الإثيلين في الصناعات البتروكيماوية خلال تكسير البخار. وفي هذه العملية، يتم تسخين الهيدروكربونات الغازية أو السائلة الخفيفة يتم تسخينها من 750 إلى 950 C °، ويسبب هذا تكون أعداد هائلة من الجذور الحرة. وبصفة عامة، أثناء حدوث هذه التفاعلات، تتكسر الهيدروكربونات الكبيرة الهيدروكربونات أصغر وتصبح الهيدروكربونات المشبعة غير مشبعة.
وناتج هذه العملية يكون خليط معقد من الهيدروكربونات ويكون الإيثيلين مكون رئيسي فيها. ويتم فصل مكونات هذا الخليط عن طريق الضغط والتقطير المتكرر.

## استخدامات الإيثيلين

### في الكيمياء
يستخدم الإثيلين أساسا كمركب وسيط في إنتاج الكيماويات الأخرى، وخاصة اللدائن. ويمكن أن تتم بلمرة الإثيلين مباشرة لإنتاج بولي الإيثيلين (يطلق عليه أيضا «بولي إيثين» أو «بولي ثين»)، وهو أكثر اللدائن استخداما في العالم. ويمكن أيضا كلورة الإيثيلين لإنتاج 2،1-ثنائي كلورو الإيثان، وهو أساس تصنيع بولي فينيل كلوريد، أو يمكن للإثيلين أن يتحد مع بنزين لإنتاج إيثيل بنزين، والذي يستخدم لتصنيع بولي ستيرين، وهو أيضا أحد اللدائن المهمة.
كما أنه يمكن أكسدة كميات قليلة من الإيثيلين لإنتاج كيماويات أخرى منها أكسيد الإثيلين، إيثانول، بولي خلات الفينيل.
كما يستخدم الإيثيلين بتوسع كمبرد في أنظمة التبريد التجارية نظرا لانخفاض نقطة غليانه.
ويعمل أيضا على نضج الفاكهة.

### في الأحياء
كان الإثيلين يستخدم كمخدر، ولكن تم استبداله الآن بمواد أخرى غير قابلة للاشتعال.
الإيثيلين من أحد هرمونات النبات المهمة. كما يستخدم كميات قليلة من الإيثيلين في الزراعة لإنضاج الفاكهة التي تم قطفها. وقد بدأ تصنيعه حيويا من ميثيونين مع 1-أمينو حلقي بروبان-1 حمض كربوكسيليك (AAC 1-aminocyclopropane-1-carboxylic acid).